# Euthalia adonia
Euthalia adonia är en fjärilsart som beskrevs av Pieter Cramer 1782. Euthalia adonia ingår i släktet Euthalia och familjen praktfjärilar. Inga underarter finns listade i Catalogue of Life.

## Bildgalleri

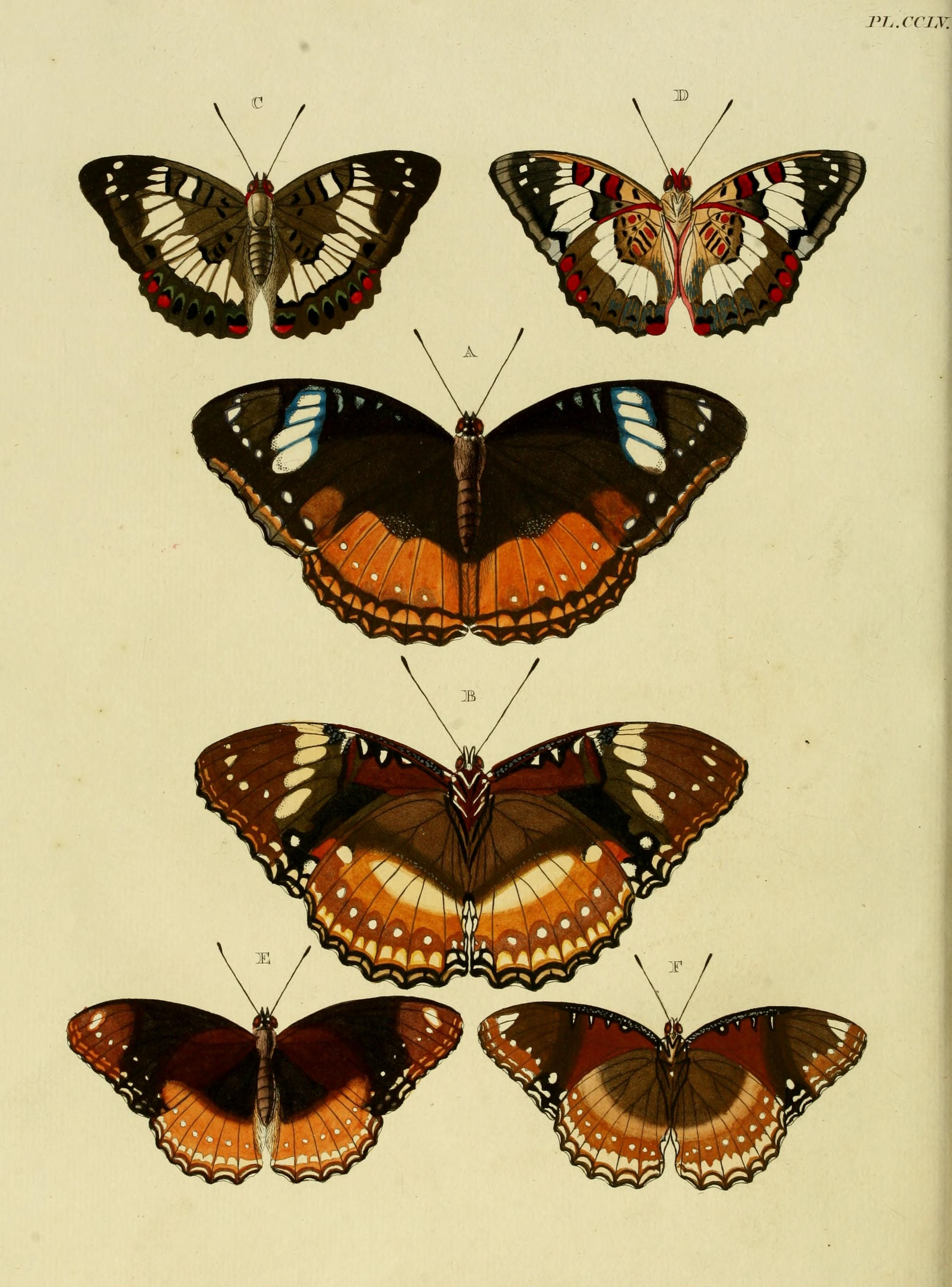